# Rugby-Union-Südamerikameisterschaft 1964
Die Rugby-Union-Südamerikameisterschaft 1964 (spanisch Sudamericano de Rugby 1964) war die vierte Ausgabe der südamerikanischen Kontinentalmeisterschaft in der Sportart Rugby Union. Sie fand 1964 in São Paulo statt und wurde von der Confederação Brasileira de Rugby organisiert. Teilnehmer waren die Nationalmannschaften von Argentinien, Brasilien, Chile und Uruguay. Austragungsort war das Vereinsgelände des São Paulo Athletic Club. Den Titel gewann zum vierten Mal Argentinien.

## Tabelle
Für einen Sieg gab es zwei Punkte, für ein Unentschieden einen Punkt, bei einer Niederlage null Punkte.
|    | Land        | Spiele | Siege | Unent. | Ndlg. | Spiel- punkte | Diff. | Tabellen- punkte |
| -- | ----------- | ------ | ----- | ------ | ----- | ------------- | ----- | ---------------- |
| 1. | Argentinien | 3      | 3     | 0      | 0     | 85:22         | + 63  | 6                |
| 2. | Brasilien   | 3      | 1     | 1      | 1     | 39:54         | − 15  | 3                |
| 3. | Uruguay     | 3      | 1     | 0      | 2     | 29:48         | − 19  | 2                |
| 4. | Chile       | 3      | 0     | 1      | 2     | 32:61         | − 29  | 1                |

## Ergebnisse
Punktesystem: 3 Punkte für einen Versuch, 2 Punkte für eine Erhöhung, 3 Punkte für einen Straftritt, 4 Punkte für ein Dropgoal, 3 Punkte für ein Goal from mark
| 15. August 1964 | Argentinien                                                                             | 25 : 6         | Uruguay          | São Paulo Athletic Club, São Paulo Zuschauer: 1200 Schiedsrichter: Kenneth Hunter (Brasilien) |
| 15. August 1964 | Versuche: Goti (2) Lasalle Loyola Neri Schmitt Erhöhungen: Molina (2) Dropgoals: Molina | (14:6) Bericht | Dropgoals: Lerma | São Paulo Athletic Club, São Paulo Zuschauer: 1200 Schiedsrichter: Kenneth Hunter (Brasilien) |

| 16. August 1964 | Brasilien                                                                        | 16 : 16 | Chile                                                            | São Paulo Athletic Club, São Paulo |
| 16. August 1964 | Versuche: L. Bush Franklin Pawson Erhöhungen: Truscott (2) Straftritte: Truscott | Bericht | Versuche: Barrios Martínez Mingo Velasco Erhöhungen: Barrios (2) | São Paulo Athletic Club, São Paulo |

| 18. August 1964 | Chile                                           | 8 : 15        | Uruguay                                                              | São Paulo Athletic Club, São Paulo Schiedsrichter: Alberto Camardón (Argentinien) |
| 18. August 1964 | Versuche: Barrios Kittsteiner Erhöhungen: Mingo | (8:9) Bericht | Versuche: Soto (2) Straftritte: Cassarino Dropgoals: Cassarino Lerma | São Paulo Athletic Club, São Paulo Schiedsrichter: Alberto Camardón (Argentinien) |

| 19. August 1964 | Brasilien                                                    | 8 : 30         | Argentinien                                                                                                  | São Paulo Athletic Club, São Paulo Schiedsrichter: Ian Murrie (Chile) |
| 19. August 1964 | Versuche: L. Bush Erhöhungen: Truscott Straftritte: Truscott | (0:11) Bericht | Versuche: Contepomi Dartiguelongue Etchegaray Goti McCormick Molina Neri (2) Erhöhungen: Molina (2) Queirolo | São Paulo Athletic Club, São Paulo Schiedsrichter: Ian Murrie (Chile) |

| 22. August 1964 | Brasilien                                                          | 15 : 8        | Uruguay                                                 | São Paulo Athletic Club, São Paulo Schiedsrichter: Ian Murrie (Chile) |
| 22. August 1964 | Versuche: D. Bush (2) Straftritte: Truscott (2) 1 weiterer Spieler | (9:5) Bericht | Versuche: Saavedra Erhöhungen: Lerma Straftritte: Lerma | São Paulo Athletic Club, São Paulo Schiedsrichter: Ian Murrie (Chile) |

| 22. August 1964 | Argentinien | 30 : 8         | Chile                                       | São Paulo Athletic Club, São Paulo Schiedsrichter: Jorge Ardanaz (Uruguay) |
| 22. August 1964 | Versuche: Etchegaray Goti Loyola Otaño Schmitt Erhöhungen: Molina (3) Straftritte: Molina (2) Dropgoals: Queirolo | (11:5) Bericht | Versuche: Dickson Velasco Erhöhungen: Mingo | São Paulo Athletic Club, São Paulo Schiedsrichter: Jorge Ardanaz (Uruguay) |